# James Hunter Blair (1er baronnet)
James Hunter Blair (février 1741 - 1er juillet 1787) est un banquier écossais, propriétaire foncier et homme politique.

## Biographie

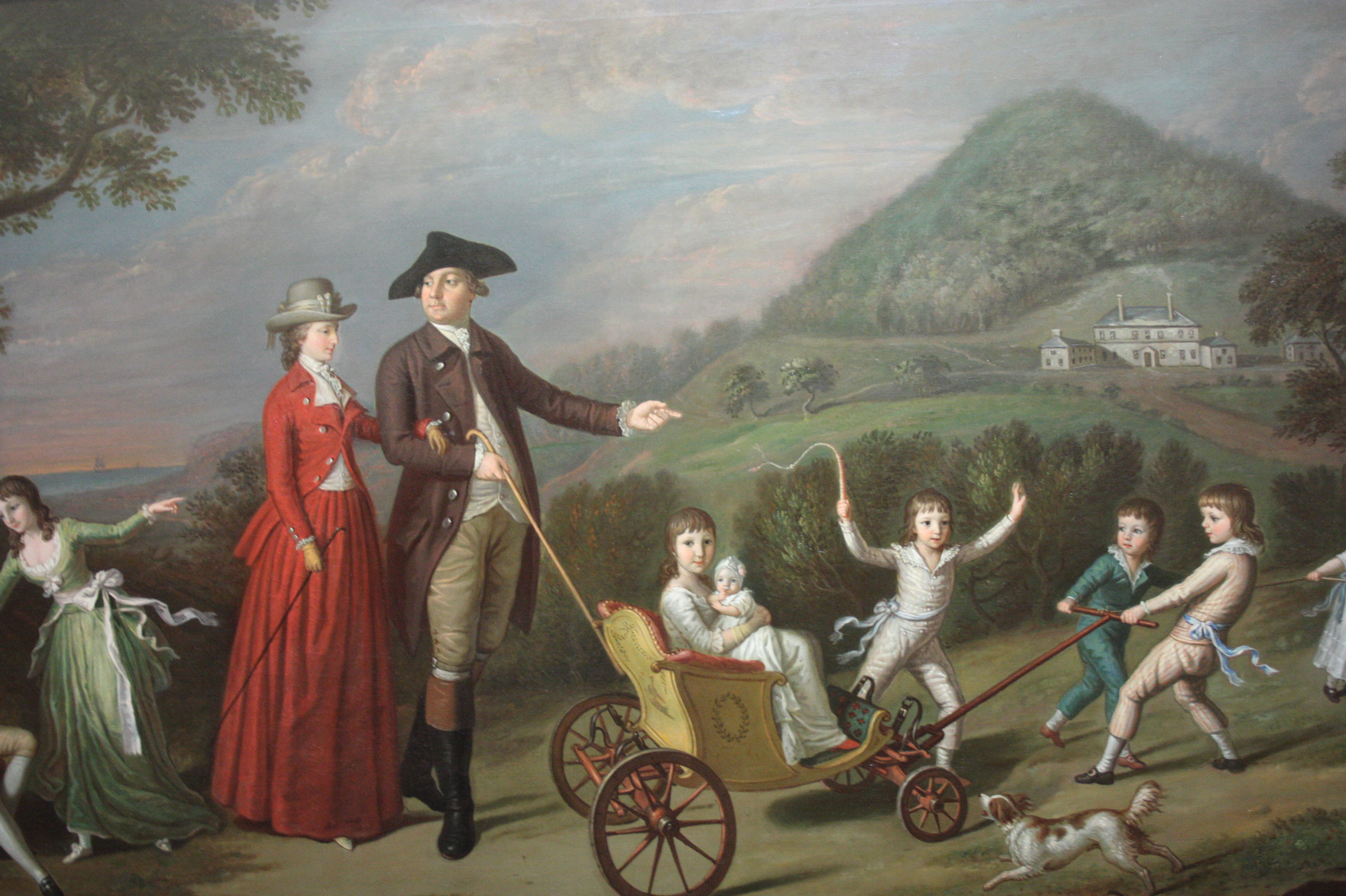
Sir James Hunter Blair et famille par David Allan 1785

Né John Hunter à Ayr, fils d'un marchand, John Hunter de Mainholm et Millquarter et sa femme, Anne Cunninghame.
En 1756, il fait son apprentissage chez MM. Coutts, banquiers à Édimbourg et en 1763 devient associé dans la société bancaire de Sir William Forbes, et achète le domaine de Robertland. Après avoir épousé Jean Blair, la fille et héritière de John Blair de Dunskey dans le Wigtownshire en 1770, il prend le nom de famille de Hunter Blair lorsqu'elle hérite de son père en 1777.
Hunter Blair est député d'Edimbourg de 1780 à 1784 et Lord Provost d'Édimbourg de 1784 à 1786. En tant que Lord Provost, il mène à bien diverses réformes, notamment le début des travaux de reconstruction de l'Université et la construction du pont Sud, au-dessus du Cowgate ,. La première pierre de ce pont est posée par Lord Haddo, en tant que grand maître maçon d'Écosse en 1785, après que le Parlement eut adopté une loi autorisant l'exécution des plans. Il donne son nom à Hunter Square et Blair Street immédiatement à l'ouest de South Bridge. Par négociation, son siège de député d'Édimbourg est transmis à Sir Adam Fergusson (3e baronnet) de Kilkerran, lors des élections d'août 1784.
En novembre 1783, Blair est membre fondateur de la Royal Society of Edinburgh. Sa maison d'Édimbourg est sur George Street, puis déménage dans une nouvelle maison de ville géorgienne au centre de la première nouvelle ville d' Édimbourg. Sa maison de campagne est Dunskey House dans l'Ayrshire. Il a des intérêts dans un domaine à Tobago.
Blair est créé baronnet de Dunskey dans le comté de Wigtown le 27 juin 1786.
Hunter Blair accueille chaleureusement Robert Burns lors de son arrivée à Édimbourg. À sa mort, Burns rédige une élégie commençant par: «la lampe du jour, avec des reflets malheureux», qui vante assez laborieusement les vertus publiques de Blair. Burns l'a appelé "juste médiocre",  mais Ferguson le décrit comme "la désastreuse Elegie à la mort de Sir James Hunter Blair".
Hunter Blair est un franc-maçon enthousiaste. Il est décédé à Harrogate en Angleterre, mais est enterré à Greyfriars Kirkyard à Édimbourg.
Sa veuve, Lady Hunter Blair, vivait au 34, rue Queen à Édimbourg, qu'il a acheté comme nouvelle maison peu de temps avant sa mort. Elle est propriétaire de grandes parcelles de terrain au nord qui devinrent plus tard Queen Street Gardens.

## Famille
Après 1777, lorsque sa femme hérite de son frère des domaines de Dunskey, Hunter ajoute le nom de Blair au sien. Il épouse Jane (ou Jean) Blair de Dunskey en 1770. Dunskey Estate est actuellement utilisé comme lieu de mariage et de cinéma.
Ils ont 10 fils et quatre filles du mariage. Les fils, à l'exception de quatre morts jeunes :
- John Hunter Blair, 2e baronnet (1772-1800)
- David Hunter Blair, 3e baronnet (1778–1857)
- Thomas Hunter Blair (1782-1849), plus tard major-général
- Robert Hunter Blair
- Forbes Hunter Blair
- James Hunter Blair[12].
- Anne Hunter Blair (décédée en 1854), qui a épousé William Mure de Caldwell (décédé en 1831), fils de William Mure (1718–1776) et père de William Mure (1799-1860) (en)[13],[14]
- Clementina Hunter Blair
- Jane Hunter Blair
- Jemima Hunter Blair.